# Episodi de Il giovane ispettore Morse (sesta stagione)
La sesta stagione della serie televisiva de Il giovane ispettore Morse, composta da 4 episodi, è stata trasmessa sul canale inglese ITV dal 10 febbraio al 3 marzo 2019. In Italia è stata trasmessa su Giallo dal 22 ottobre al 12 novembre 2023.
| n° | Titolo originale | Titolo italiano | Prima TV originale | Prima TV Italia  |
| -- | ---------------- | --------------- | ------------------ | ---------------- |
| 1  | Pylon            | Traliccio       | 10 febbraio 2019   | 22 ottobre 2023  |
| 2  | Apollo           | Apollo          | 17 febbraio 2019   | 29 ottobre 2023  |
| 3  | Confection       | Cioccolatini    | 24 febbraio 2019   | 5 novembre 2023  |
| 4  | Deguello         | Deguello        | 3 marzo 2019       | 12 novembre 2023 |

## Traliccio
- Titolo originale: Pylon
- Diretto da: Johnny Kenton
- Scritto da: Russell Lewis

### Trama
La morte di una scolara riporta Endeavour a Oxford e l'indagine sarà piena di sorprese.

## Apollo
- Titolo originale: Apollo
- Diretto da: Shaun Evans
- Scritto da: Russell Lewis

### Trama
Mentre l'allunaggio dell'Apollo 11 si avvicina, Morse indaga sull'omicidio di un astrofisico.

## Cioccolatini
- Titolo originale: Confection
- Diretto da: Leanne Welham
- Scritto da: Russell Lewis

### Trama
L'omicidio del proprietario di una fabbrica di cioccolato durante una battuta di caccia alla volpe porta Endeavour nel sonnolento villaggio di Chigton Green. Quando viene a sapere di una feroce campagna di pettegolezzi e voci, sembra probabile che due omicidi siano collegati. Uno degli obiettivi, una bellissima madre single, cattura l'attenzione di Endeavour, dandogli spunti di riflessione sul futuro.

## Deguello
- Titolo originale: Deguello
- Diretto da: Jamie Donoughue
- Scritto da: Russell Lewis

### Trama
Quando un bibliotecario viene orribilmente assassinato al Bodleian, Endeavour e Thursday hanno ben poco a parte una serie di impronte di stivali fangosi. Poiché i due principali sospettati hanno i propri motivi per uccidere il bibliotecario, Endeavour scava più a fondo nel loro passato, seguendo una pista che sembra collegarsi a un lascito universitario apparentemente innocente.